# 1972年ミュンヘンオリンピックのスウェーデン選手団
1972年ミュンヘンオリンピックのスウェーデン選手団（1972ねんミュンヘンオリンピックのスウェーデンせんしゅだん）は、1972年8月26日から9月11日にかけて西ドイツのミュンヘンで開催された1972年ミュンヘンオリンピックのスウェーデン選手団、およびその競技結果。

## 概要
今大会は金メダル4個、銀メダル6個、銅メダル6個の合計16個のメダルを獲得した。

## メダル
| メダル | 選手名               | 競技 | 種目                 |
| ------ | -------------------- | ---- | -------------------- |
| 金     | グンナル・ラーション | 競泳 | 男子200m個人メドレー |
| 金     | グンナル・ラーション | 競泳 | 男子400m個人メドレー |
| 銅     | リッキー・ブルーフ   | 陸上 | 男子円盤投           |